# Zvonimir Soldo

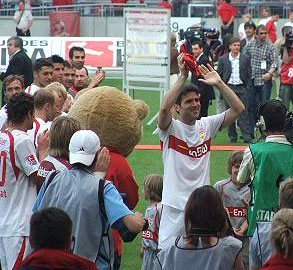
Zvonimir Soldo verabschiedet sich von den Fans

Zvonimir Soldo (* 2. November 1967 in Zagreb) ist ein ehemaliger kroatischer Fußballspieler und nunmehriger -trainer.

## Karriere

### Als Spieler

#### Verein
Soldo begann als Jugendlicher beim Stadtteilklub NK Zagreb mit dem Fußballspiel. 1988 wechselte er zum kroatischen Erstligaklub Dinamo Zagreb, bei dem er sich jedoch nicht durchsetzen konnte. Nach zwei Jahren verließ er Dinamo und kam über die Stationen NK Zadar und Inter Zaprešić 1994 wieder zu Dinamo Zagreb, das nun Croatia Zagreb hieß, wo ihm diesmal aber der Durchbruch gelang. In seiner Zeit bei Croatia wurde Soldo auch erstmals in die kroatische Fußballnationalmannschaft berufen.
1996 wechselte Soldo zum VfB Stuttgart, für den er zehn Jahre aktiv war. Mit dem VfB Stuttgart gewann er den DFB-Pokal 1997 und erreichte 1998 das Finale im Europapokal der Pokalsieger, das seine Mannschaft mit 0:1 gegen den FC Chelsea verlor. Für die Saison 2006/07 erhielt Soldo keinen neuen Vertrag und beendete daraufhin seine Karriere.

#### Nationalmannschaft
Zvonimir Soldo absolvierte sein erstes Spiel für die Nationalmannschaft Kroatiens am 20. April 1994 bei der 1:4-Niederlage gegen die Slowakei. Mit dieser konnte er sich 1995 für die Fußball-Europameisterschaft 1996 qualifizieren, für welches er 1996 auch nominiert wurde. Bei der Fußball-Europameisterschaft 1996 gelang den Kroaten der Sprung ins Viertelfinale, wo man allerdings am späteren Turniergewinner Deutschland scheiterte (1:2). Zvonimir Soldo kam in jenem Turnier nur zu drei Einsätzen.
Nur ein Jahr später gelang, per Relegation, die Qualifikation für die Fußball-Weltmeisterschaft 1998. Einen Beitrag zur Qualifikation leistete auch Soldo mit sieben Einsätzen. Auch für dieses Turnier wurde Zvonimir Soldo nominiert und kam so bei der Fußball-Weltmeisterschaft 1998 zu sechs Einsätzen. Er konnte so mit den Karierten überraschend den dritten Platz der Weltmeisterschaft erreichen.
Wiederum ein Jahr später wurde die Qualifikation zur Fußball-Europameisterschaft 2000 verpasst. Soldo konnte trotz acht Einsätzen nichts an dem Verpassen der Qualifikation ändern. Zwei Jahre später trug er jedoch mit fünf Einsätzen zur Qualifikation Kroatiens bei der Fußball-Weltmeisterschaft 2002 bei. Dort schieden die Kroaten jedoch nach der Gruppenphase aus, wobei Soldo in zwei Spielen eingesetzt wurde.
Kroatiens zweites Gruppenspiel bei der Fußball-Weltmeisterschaft 2002 am 8. Juni 2002 gegen Italien, welches überraschend mit 2:1 gewonnen werden konnte, wurde Soldos letztes Länderspiel. In acht Jahren als Nationalspieler kam er zu 61 Einsätzen, wobei ihm drei Tore gelangen.

#### Spielweise
Soldo war vor allem dafür bekannt, im defensiven Mittelfeld die gegnerischen Spielmacher auszuschalten. So konnte er im Halbfinale der WM 1998 Zinédine Zidane aus dem Spiel nehmen, so dass der spätere Weltmeister Frankreich am Rande einer Niederlage stand. Auch die Spielmacher der Bundesliga taten sich gegen Soldo oft schwer. Sebastian Deisler schreibt in seiner Biographie beispielsweise, dass Soldo sein härtester Gegenspieler war. Offensiv setzte er jedoch nur selten Akzente, obwohl er für einen großgewachsenen Spieler technisch recht versiert war.

### Als Trainer
Im Juli 2007 wurde Soldo Jugendtrainer bei Dinamo Zagreb. Im Januar 2008 wechselte er in das Amt des Cheftrainers der Profimannschaft von Dinamo, mit der er im April, sechs Spieltage vor Saisonende, die Meisterschaft in der kroatischen Liga und außerdem den kroatischen Pokal gewann. Nach diesen Erfolgen verkündete er seinen Rücktritt. Am 12. Juni 2009 wurde Soldo Cheftrainer des 1. FC Köln und beerbte damit Christoph Daum. Soldo unterschrieb einen Zweijahresvertrag in Köln und erreichte in der Saison 2009/10 mit dem Verein Platz 13 der deutschen Fußball-Bundesliga. Er betrieb in dieser Saison eine deutlich defensiv ausgerichtete Spielweise, die darauf basierte, den Gegner konsequent vom eigenen Strafraum fernzuhalten. Dadurch konnte seine Mannschaft des Öfteren, vor allem auswärts, überraschend Punkte sammeln. Kritisiert wurde, dass diese Taktik häufig zu ereignis- und chancenarmen Partien führte, die für das Stadion- und Fernsehpublikum wenig attraktiv seien. Nach einem schwachen Start in die Saison 2010/11 wurde er am 24. Oktober 2010, als der Verein am neunten Spieltag auf Platz 17 der Tabelle stand, vorzeitig entlassen.
Nach seinem Engagement beim 1. FC Köln kehrte er nach Kroatien zurück und eröffnete ein Restaurant in seiner Heimatstadt Zagreb. Ab dem 6. Februar 2017 stand er beim chinesischen Erstligisten Shandong Luneng Taishan als Co-Trainer an der Seite von Felix Magath. Nach der Saison 2017 verließ er die Chinesen gemeinsam mit Magath.
Im Februar 2020 wurde er Trainer des österreichischen Bundesligisten FC Admira Wacker Mödling. Mit der Admira schaffte er in der Saison 2019/20 am letzten Spieltag den Klassenerhalt als Vorletzter. Im September 2020 trat er nach einer Auftaktsniederlage am ersten Spieltag gegen den SK Rapid Wien als Trainer zurück.

## Sonstiges
Seine Söhne Matija (* 1995), Filip (* 1997) und Nikola (* 2001) sind ebenfalls Fußballspieler.